# Fredrik Zimmer
Fredrik Zimmer (1965) è un ex sciatore alpino norvegese.

## Biografia
Sciatore polivalente, Zimmer debuttò in campo internazionale in occasione dei Mondiali juniores di Sestriere 1983 (7º nella combinata il miglior risultato) e vinse la medaglia d'oro nello slalom gigante ai Campionati norvegesi nel 1986. Non prese parte a rassegne olimpiche né ottenne piazzamenti in Coppa del Mondo o ai Campionati mondiali.

## Palmarès

### Campionati norvegesi
- 1 medaglia (dati dalla stagione 1985-1986):
  - 1 oro (slalom gigante[1] nel 1986)